# Gulnara Karimova
Gulnara Karimova, född 8 juli 1972 i Fergana, Uzbekistan, är en uzbekisk diplomat, lärare, näringslivsperson, sångare, manusförfattare och smyckesdesigner. 2014 blev hon fälld för ekonomisk brottslighet och har suttit i husarrest sedan dess eftersom hon har krävt miljardmutor av Telia för att företaget skulle få bedriva verksamhet i Uzbekistan.

## Familj
Gulnara Karimova är dotter till  Islam Karimov, som var Uzbekistans president mellan åren 1991 och 2016. Hon gifte sig 1991 med en amerikansk affärsman (Mansur Maqsudi) och de fick två barn, födda 1992 och 1998. Paret skilde sig under 2000-talet.

## Musikkarriär
Under artistnamnet "Googoosha" gjorde hon 2006 musikvideon “Unutma Meni” (Don't Forget Me)  Hon har även sjungit duetten “Besame Mucho” med Julio Iglesias och en duett med den franske skådespelaren Gérard Depardieu. 
Depardieu medverkade i den uzbekiska filmen "The Theft of the White Cocoon", som Karimova skrev manus till.
Singeln  “Round Run” släpptes i april 2012 och i juni samma år släpptes ett album.